# Dolors Oller
Dolors Oller Rovira (Gerona, 1942) es una escritora, crítica literaria y profesora de literatura española. Es licenciada en Filosofía y letras, con doctorado en filología románica. Ha trabajado como profesora en la Universidad Pompeu Fabra Fue presidenta del PEN catalán (2001-2010).

## Premios recibidos
- Literatura Catalana de la Generalidad de Cataluña de investigación sobre literatura catalana por La construcción del sentido (1987)
- Premio Crítica Serra d'Or de Literatura y Ensayo por La construcción del sentido (1987)
- Josep Vallverdú de ensayo por Virtudes textuales (1990)

## Obra publicada
- La poesia de Rafael Masó (1980)
- La construcció del sentit (1986)
- Virtuts textuals (1991)
- Accions i intencions (2011)